# Ghost in the Shell (1995)
Ghost in the Shell (bra: O Fantasma do Futuro) é um filme de animação japonesa, do ano de 1995, dos gêneros ficção científica e ação, dirigido por Mamoru Oshii e escrito por Masamune Shirow, autor do mangá que inspirou o filme, e Kazunori Itô. Foi uma das principais inspirações para a trilogia Matrix. A história do filme se passa num futuro distante e começa quando um grupo policial tenta encontrar um hacker que rouba informações do governo.
Exibido no Brasil na Mostra Internacional de Cinema em São Paulo, a distribuidora FlashStar cogitou exibir Ghost in the Shell nos cinemas antes de lançar direto em vídeo, em 1998, e DVD, em 2001.

## Enredo
O filme dividido entre dois arcos transcorre no futuro, no ano de 2029, onde existe a capacidade técnica de manipular pessoas entrando em suas mentes. O hacker, chamado de Mestre das Marionetes, é especialista em computadores e capaz de controlar a vontade dos outros, e é caçado por um grupo secreto chamado Esquadrão Shell. A líder, Major Motoko, foi tão modificada que quase todo seu corpo não é mais humano. De seu "eu" original teria sobrado apenas um "fantasma". Junto de Batou e Togusa, ela caça o criminoso e se envolve em uma trama de conspirações, colocado-se em um rumo perigoso que pode levar às autoridades mais elevadas do Ministério envolvidas em uma conspiração.

## Produção
O filme foi o primeiro a se utilizar das tecnicas avançadas do uso da animação tradicional como base junto com o uso da Computação gráfica para cenas envolvendo deste paineis digitais, cenários e até efeitos de camuflagem dos personagens, o efeito do CGI nesse filme é bem orgânico, ao ponto de confundir alguns telespectadores que assistem o longa.
alem da animação, a trilha sonora foi composta pelo Kenji Kawai, que usa os elementos da música folclórica Búlgara misturadas com a tradicional japonesa com adição de alguns elementos de música eletrônica, dando uma ambientação atmosférica para a trama do filme.

## Elenco
| Personagem            | Original                        | Inglês                     | Português          |
| --------------------- | ------------------------------- | -------------------------- | ------------------ |
| Major Motoko Kusanagi | Atsuko Tanaka                   | Mimi Woods                 | Noeli Santisteban  |
| Batou                 | Akio Ôtsuka                     | Richard Epcar              | Guilherme Lopes    |
| Chefe Aramaki         | Tamio Ôki                       | William Knight             | Sérgio Galvão      |
| Projeto 2501          | Iemasa Kayumi                   | Tom Wyner                  | Luiz Antônio Lobue |
| Togusa                | Kôichi Yamadera                 | Christopher Joyce          | Sérgio Moreno      |
| Chefe Nakamura        | Tesshô Genda                    | Simon Prescott             | Renato Master      |
| Daita Mizuho          | Mitsuru Miyamoto                | Richard Cansino            | Celso Alves        |
| Dr. Willis            | Namaki Masakazu                 | Phil Williams              | Cássius Romero     |
| Ishikawa              | Yutaka Nakano                   | Michael Sorich             | Carlos Silveira    |
| Lixeiros              | Kazuhiro Yamaji e Shigeru Chiba | Kevin Seymour e Doug Stone |                    |
| Ministro              | Skip Stellrecht                 |                            | Arakén Saldanha    |
| Ministro estrangeiro  | Masato Yamanouchi               | Mike Reynolds              | Sidney Lilla       |
| Terrorista            | Takashi Matsuyama               | John Snyder                | Celso Alves        |

## Outros nomes do filme
| Nome                 | Pais/Países                                                 |
| -------------------- | ----------------------------------------------------------- |
| Kôkaku kidôtai       | Japão                                                       |
| Ghost in the Shell   | França / Alemanha / Polônia / Espanha / Portugal / UK / USA |
| Aaveääni             | Finlândia                                                   |
| Duch w pancerzu      | Polônia (TV)                                                |
| Szellem a kagylóban  | Hungria                                                     |
| O Fantasma do Futuro | Brasil                                                      |

## Premiações
- Indicado[3]

Fantasporto
Categoria Melhor Filme Mamoru Oshii
Sitges - Catalonian International Film Festival
Categoria Melhor Filme Mamoru Oshii
- Ganhou[3]

Fantasporto
Categoria Menção Especial Mamoru Oshii
Gérardmer Film Festival
Categoria Menção Especial Mamoru Oshii
World Animation Celebration
Categoria Melhor Direção de Animação Mamoru Oshii
Categoria Melhor Longa-Metragem
Yokohama Film Festival
Categoria Melhor Script Kazunori Itô